# Castillo roquero

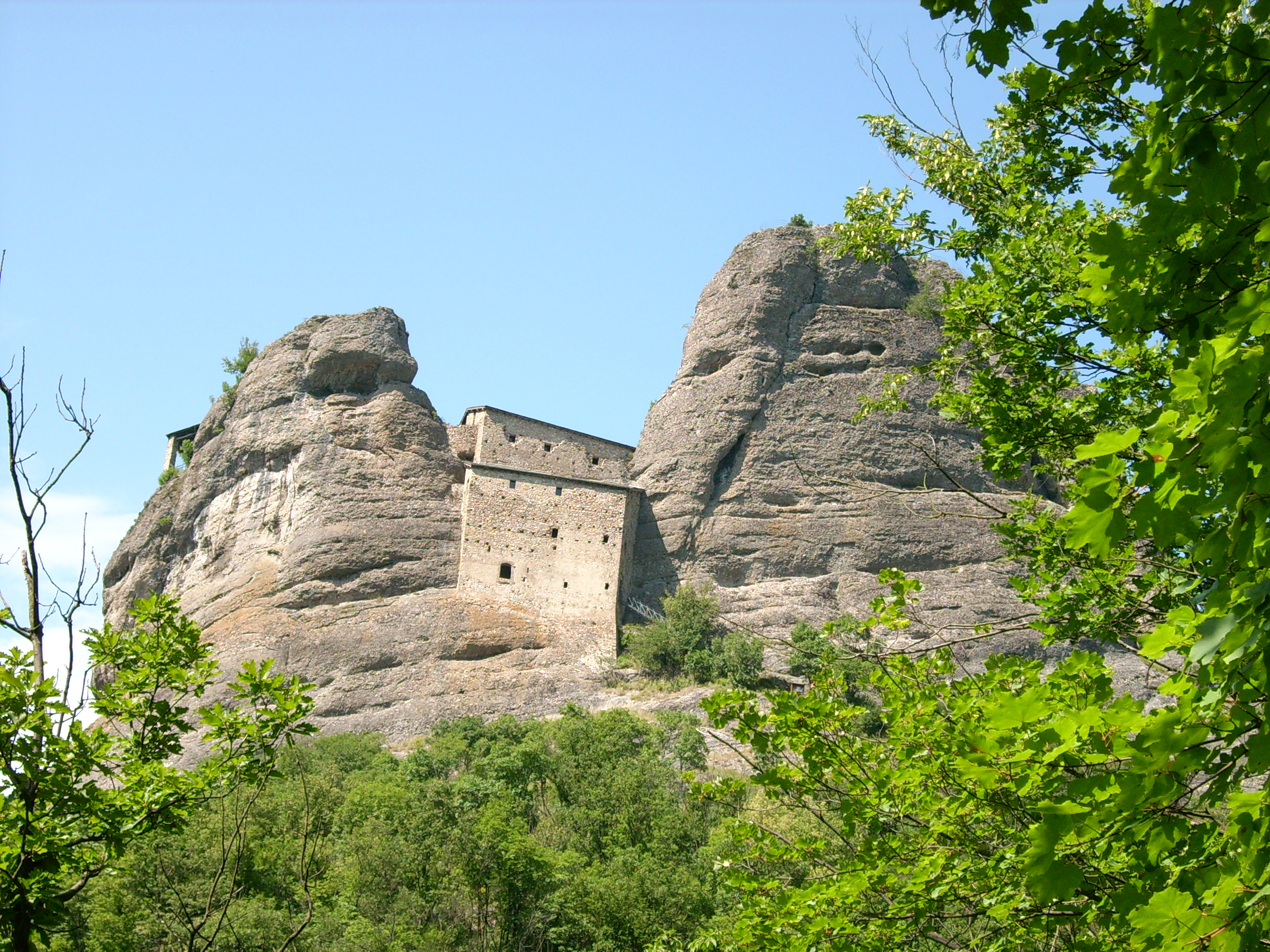
Castillo de la Pietra en Liguria.

Un castillo roquero (en alemán: Felsenburg) es un tipo de castillo medieval que incorpora directamente afloramientos rocosos naturales en sus defensas hasta tal punto que las formaciones rocosas definen la estructura del castillo. Topográficamente, los castillos roqueros se clasifican como castillos de colina.

## Diseño

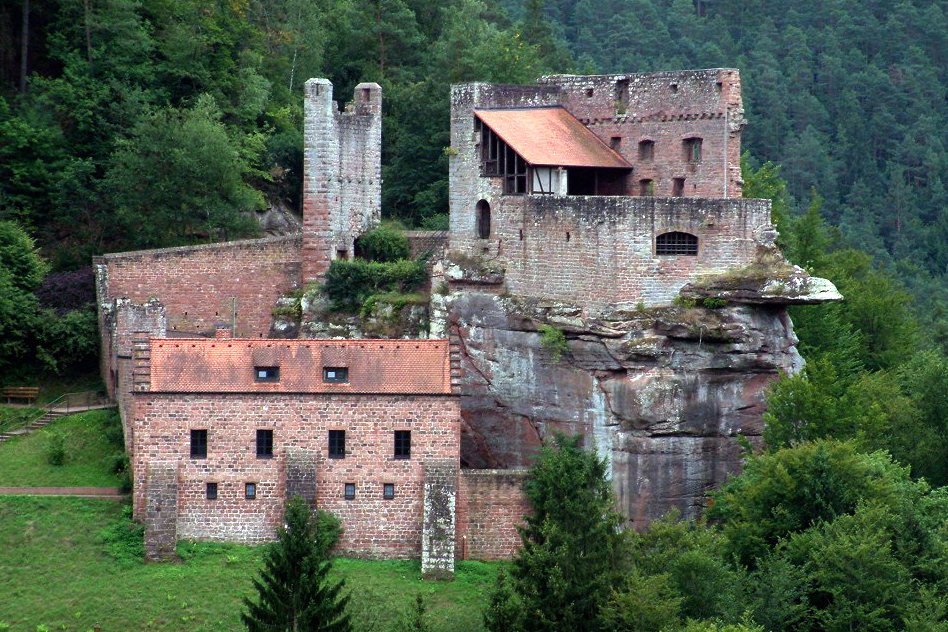
Castillo de Spangenberg, donde se puede ver el castillo alto sobre el lecho de roca y el castillo inferior.

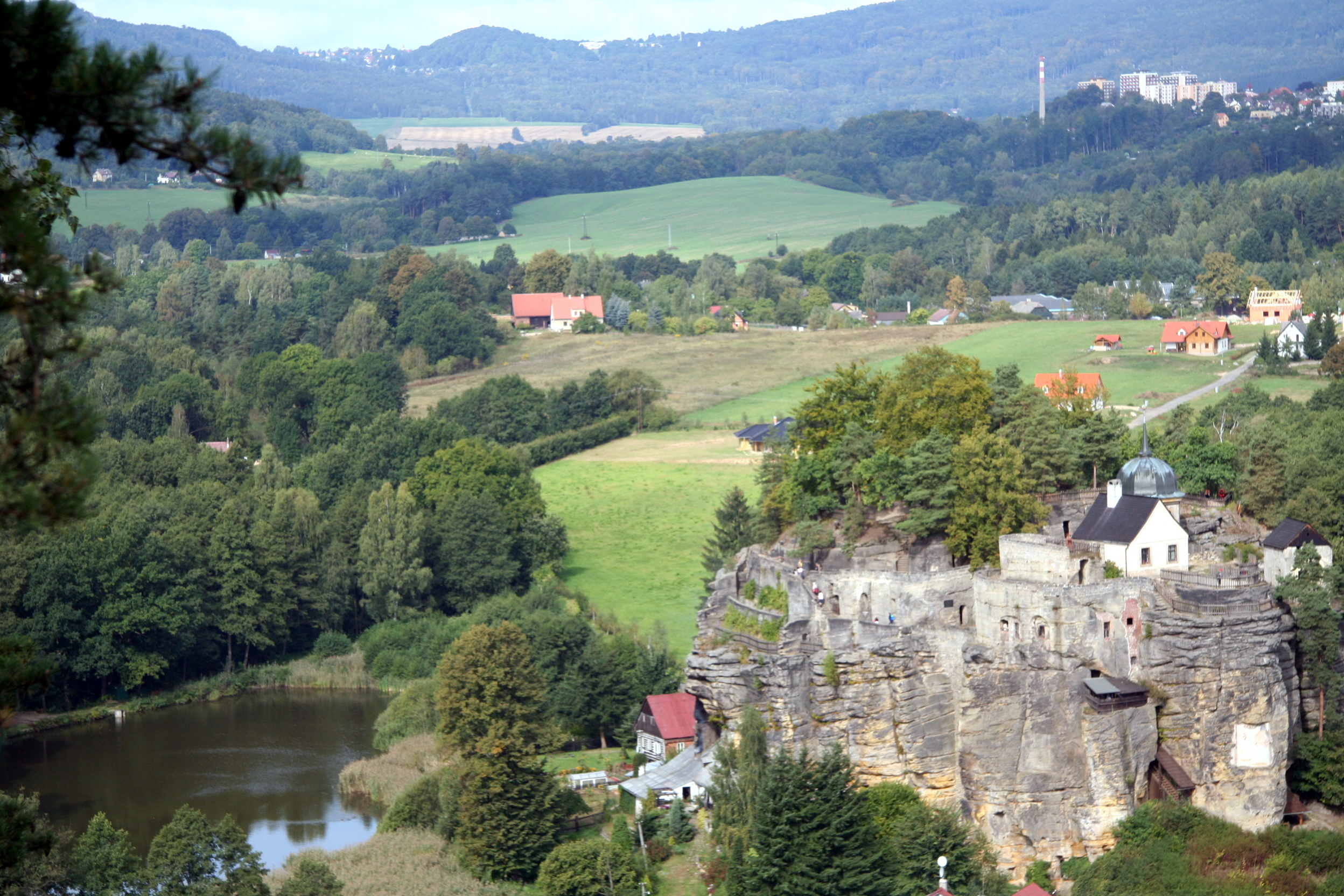
Castillo de Sloup en los Montes de Lusacia.

En contraste con los castillos de colina habituales, que utilizan el lecho de roca como base para los edificios individuales, toda la estructura de los castillos roqueros está formada por afloraciones rocosas naturales, a menudo aisladas, como pináculos o riscos. Normalmente, este tipo de castillos se construía sobre una roca que podía proporcionar una posición fortificada sin grandes adiciones. En fortificaciones simples de este tipo, la roca sobre la que se hallaba el castillo se podía subir por simples escaleras que se izaban en momentos de peligro. Los castillos roqueros también tendrían estructuras de madera y piedra construidas apoyadas en ellos. Las características morfológicas de la roca fueron cruciales para determinar la extensión y naturaleza de cualquier estructura.
La roca sobre la que se asienta el castillo siempre se incorpora a su diseño. Si la roca es fácil de trabajar (por ejemplo, arenisca), las viviendas, los pasillos, los escalones, los pozos y las cisternas se excavan en la inmensa mayoría de los casos. Los edificios, hechos de madera o piedra, se colocaban sobre la roca de base o apoyados en ella, usándola como cimientos o paredes. Los restos de estructuras de madera no se suelen conservar hoy en día, pero su ubicación y apariencia pueden ser calculadas por parcialmente por los apoyos de las vigas y los mechinales aún visibles en la roca.
Los castillos roqueros se encuentran en gran número en el sur del Palatinado (bosque del Palatinado), en el norte de Alsacia (norte de los Vosgos), así como en el norte de Bohemia y la Suiza sajona, donde las grandes rocas areniscas proporcionan la condición previa requerida para su construcción.
La mayoría de los castillos roqueros no han perdurado en el tiempo. A menudo, el emplazamiento fue desechado y luego usado por los residentes locales como una cantera de piedra, de modo que, aparte de las alteraciones hechas por el hombre en las rocas, solo quedan algunos rastros visibles. Sin embargo, varios castillos de este tipo, como las ruinas de Neuwindstein, aún conservan impresionantes restos de murallas. Algunos castillos roqueros fueron reconstruidos en tiempos más recientes (finales del siglo XIX) como el castillo de Berwartstein y el castillo imperial de Trifels, que se convertiría en un "lugar de recuerdo nacional" (nationalen Weihestätte) durante la época nazi. En ambos casos no fue una reconstrucción de la fortificación medieval sino un nuevo diseño contemporáneo.

## Castillos tallados en la roca

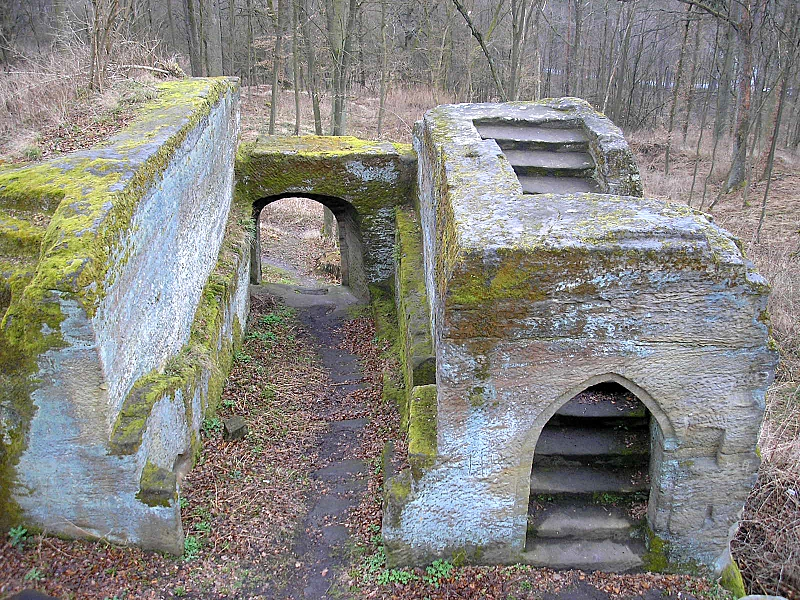
Puerta excavada en la roca del castillo de Rotenhan.

El investigador de castillos Otto Piper utilizó la frase alemana ausgehauene Burg ("castillo excavado") para los castillos que tenían habitaciones labradas artificialmente en la roca sobre la que se encontraba el castillo. Los ejemplos que da de tales castillos excavados en la roca son Fleckenstein, Trifels y Altwindstein. Desde el punto de vista constructivo, existe una estrecha relación con los castillos de cueva, que a menudo también se mejoraron con habitaciones cortadas artificialmente en la roca.

## Falsas interpretaciones
Las formas talladas en la roca, como las bases de los cimientos y los mechinales, a menudo son interpretadas erróneamente por los profanos como sitios de culto paganos prehistóricos o de la historia temprana. En algunos casos esto ha provocado la atracción de turistas, lo que a su vez ha provocado daños considerables a estos monumentos. Los más afeectados son los castillos francos de las colinas de Haßberge, en particular el castillo de Lichtenstein. El castillo vecino de Rotenhan y otros se inundaron de visitantes de toda Europa. Sin embargo, no hay evidencia arqueológica, por regla general, de uso pre-medieval como sitio para rituales de culto o sacrificios.

## Ejemplos

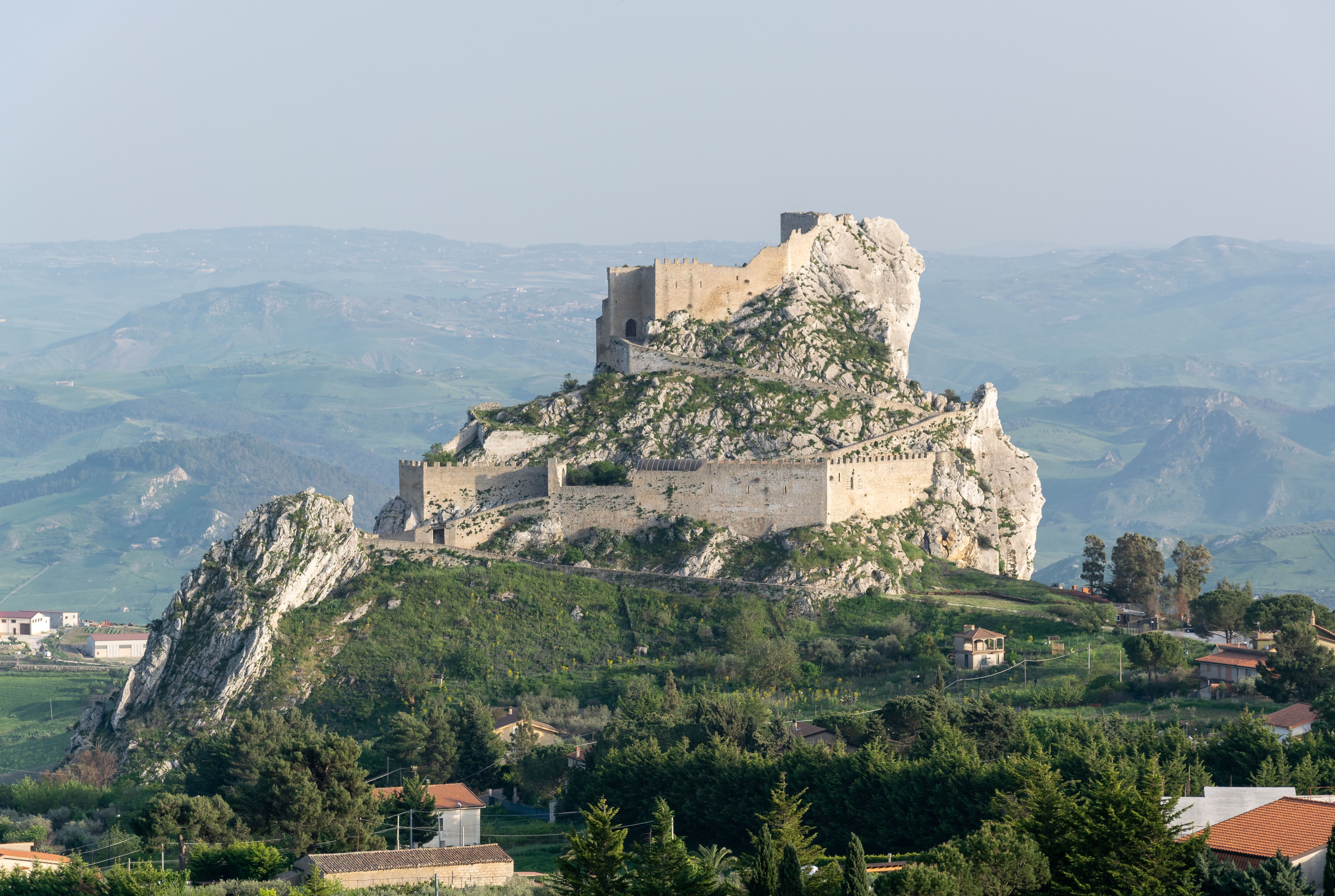
Castillo de Mussomeli en Sicilia.

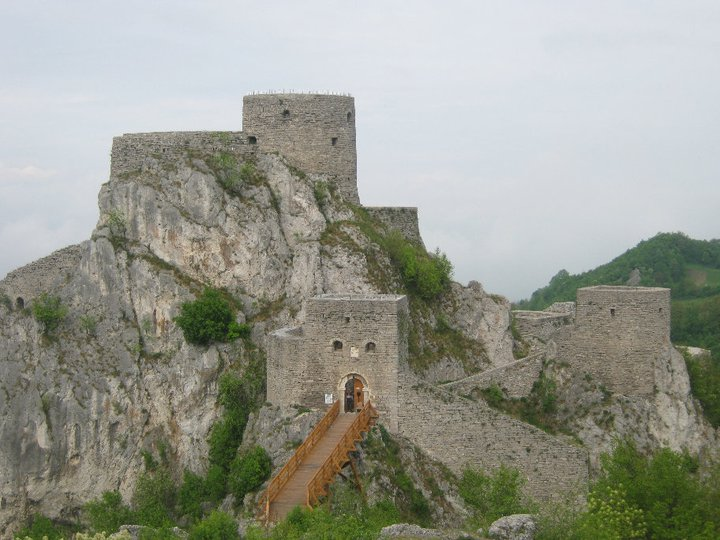
El castillo de Srebrenik, en Bosnia-Herzegovina.

En España hay multitud de ejemplos de este tipo de castillos construidos tanto por los cristianos como los musulmanes en la Edad Media, como el castillo de Talamantes y el Castillo del Rey.
En Italia destacan el castillo de Mussomeli, Sicilia, y el castillo de la Piedra, Liguria.
En Francia son importantes el castillo de Hohbarr, Bajo-Rin, el castillo de Hohenbourg, Bajo-Rin, el castillo de Fleckenstein, Vosgos, y los castillos de Quéribus y Peyrepertuse, Pirineos.
En Alemania cabe destacar el castillo de Altdahn, el de Berwarststein, el de Tanstein y el de Grafendahn del bosque del Palatinado, el castillo de Trifels (Palatinado), el castillo de Spangenberg (Renania-Palatinado), el castillo de Scharzfels en el Harz y los castillos de Neurathen y Königstein en la Suiza sajona.
En Austria merece una mención el castillo de Asberbach.
En la República Checa deben mencionarse los castillos de Frýdštejn, Rotštejn, Valečov y Vranov en el Český ráj, el castillo de Helfenburk en la Suiza del Dubá, el castillo de Sloup en los montes de Lusacia, y el castillo de Šaunštejn en la Suiza bohemia.
En Bosnia y Hercegovina cabe destacar el castillo de Srebrenik.
En Turquía se conserva el castillo de Hromgla.